# Green Mountain
Green Mountain è un census-designated place (CDP) degli Stati Uniti d'America, situato nello stato dell'Iowa, nella contea di Marshall. Secondo il censimento del 2020 gli abitanti di Green Mountain ammontavano a 113.

## Storia
Già dal 1856 alcuni coloni dal Vermont si stabilirono circa un miglio più a nord di dove sorge l'attuale comunità, chimando l'insediamento così, riferendosi alle Green Mountains dalle quali venivano. La città attuale venne stabilita nel 1883.

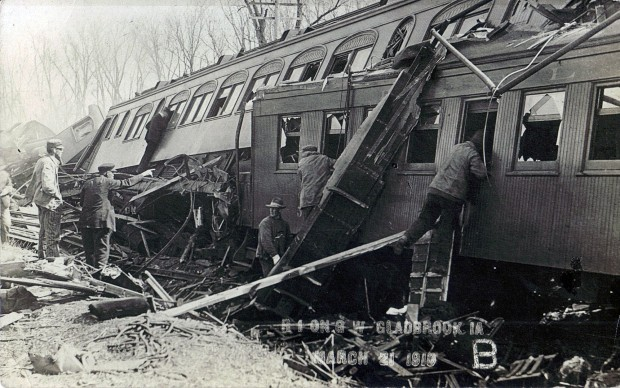
Incidente ferroviario di Green Mountain

Green Mountain è stato il luogo dove è avvenuto il più grande incidente ferroviario dello stato dell'Iowa, dove morirono 52 persone il 21 marzo 1910. Tra Green Mountain e Gladbrook, la locomotiva principale uscì dai binari e colpì un terrapieno di argilla fermandosi all'improvviso. I vagoni d'acciaio tranciarono le due carrozze di legno: quella per i fumatori e quella per le donne ed i bambini.
Il giorno successivo il New York Times riportò la notizia di 46 morti. Il Times identificò 36 nomi, aggiungendo che dieci fossero così gravemente sfigurati che non poterono essere identificati.